# Bildungskommission NRW
Die Bildungskommission NRW wurde 1992 vom damaligen Ministerpräsidenten des Landes Nordrhein-Westfalen, Johannes Rau, unter dem Namen Zukunft der Bildung – Schule der Zukunft berufen. Er wollte „eine Diskussion in Gang […] bringen, die über die Tagesaktualitäten hinaus weit in die Zukunft weist.“
Ergebnis der mehrjährigen Arbeit der internationalen und hochkarätig besetzten Kommission war das Buch Zukunft der Bildung – Schule der Zukunft, das 1995 erschien. Es wurde auch unter dem Namen Denkschrift bekannt.

## Mitglieder der Kommission
Unter dem Vorsitz von Karl Peter Grotemeyer von der Universität Bielefeld arbeiteten in der Kommission:
- Friedrich Buttler vom Ministerium für Wissenschaft, Forschung und Kultur des Landes Brandenburg, der vorher am Institut für Arbeitsmarkt- und Berufsforschung in Nürnberg tätig war
- Per Dalin, International Movement towards Educational Chance aus Oslo
- Hannelore Faulstich-Wieland von der Westfälischen Wilhelms-Universität in Münster
- Erich Frister – vormals Präsident der Internationalen Vereinigung Freier Lehrergewerkschaften
- Klaus Hurrelmann von der Universität Bielefeld
- Juliane Jacobi von der Universität Potsdam
- Wolfgang Klafki von der Universität Marburg
- Hilmar Kopper von der Deutschen Bank
- Gerhard Langemeyer, Dezernent der Stadt Dortmund
- Theo Licket, vormals Generalinspektion für das Schulwesen (Inspectie van het Onderwijs) in den Niederlanden
- Sigrid Metz-Göckel von der Technischen Universität Dortmund
- Peter Meyer-Dohm von der Internationalen Partnership Initiative in Wolfsburg, vormals Volkswagenwerk AG, Wolfsburg
- Jürgen Mittelstraß von der Universität Konstanz
- Reinhard Mohn von der Bertelsmann-Stiftung Gütersloh
- Hans-Günter Rolff von der Universität Dortmund, Leiter des Instituts für Schulentwicklungsforschung (IFS)
- Eva Rühmkorf, Ministerin a. D.
- Gisa Schulze-Wolters von der IBM Deutschland GmbH
- Uri Peter Trier von der Universität Bern
- Elisabeth Vogelheim von der IG Metall
- Maria Wasna von der Westfälischen Wilhelms-Universität in Münster
- Ernst Ulrich von Weizsäcker vom Institut für Klima, Umwelt und Energie GmbH in Wuppertal
- Wolfgang Meyer-Hesemann aus der Staatskanzlei NRW als persönlicher Beauftragter des Ministerpräsidenten für die Bildungskommission
- Rainer Brockmeyer als Geschäftsführer

## Auftrag der Kommission
Nach dem Willen von Johannes Rau sollte die Kommission „langfristig angelegte und gründliche Reformen“ erarbeiten, um von „Reparaturmaßnahmen auf der Grundlage traditioneller Gestaltungsmuster und Verantwortungsstrukturen“ wegzukommen. Damit sollten Perspektiven für die Entwicklungsprobleme im Bildungswesen und der Schule geschaffen werden. Insbesondere sollten in sogenannten Zeitsignaturen langfristige gesellschaftliche Entwicklungsprozesse benannt werden.
Dazu zählten:
- die Pluralisierung der Lebensformen und der sozialen Beziehungen
- die Veränderung der Welt durch neue Technologien und Medien
- die ökologische Frage
- die Bevölkerungsentwicklung und die Auswirkung der Migration
- die Internationalisierung der Lebensverhältnisse
- der Wandel der Wertvorstellungen und Orientierungen [Seite XII]

Bildung sollte als Lern- und Entwicklungsprozess verstanden werden. Dabei sollten folgende Befähigungen erworben werden:
- den Anspruch auf Selbstbestimmung und die Entwicklung einer Lebens-Sinnbestimmungen zu verwirklichen
- diesen Anspruch auch für alle Mitmenschen anzuerkennen
- Mitverantwortung für das Gestalten der ökonomischen, gesellschaftlichen, politischen und kulturellen Verhältnisse zu übernehmen und
- die Anforderungen der Gesellschaft in eine vertretbare Relation zu bringen. [S. XII]

Bei ihren Empfehlungen sollte die Kommission auf Selbstverständnis, Zielvorstellungen und Gegenstände schulischen Lernens und Lebens, die notwendigen Veränderungen in Verantwortung und Steuerung des öffentlichen Schulwesens und die veränderte Professionalität von Lehrer besonderen Wert legen.

## Das Haus des Lernens
Die Kommission sah die „Schule der Zukunft“ als Reform der heutigen Schule „bei laufendem Betrieb“. Das Haus des Lernens war die anzustrebende Vision. Dabei wurden folgende Teilaufgaben beschrieben:
- Wissensvermittlung und Persönlichkeitsbildung
- fachliches und überfachliches Lernen
- soziales Lernen; soziales Erfahren
- anwendungsorientiertes Lernen
- Identitätsfindung

Zitat:
„Schule als Haus des Lernens
- ist ein Ort, an dem alle willkommen sind, die Lehrenden wie die Lernenden in ihrer Individualität angenommen werden, die persönliche Eigenart in der Gestaltung von Schule ihren Platz findet,
- ist ein Ort, an dem Zeit gegeben wird zum Wachsen, gegenseitige Rücksichtnahme und Respekt vor einander gepflegt werden,
- ist ein Ort, dessen Räume einladen zum Verweilen, dessen Angebote und Herausforderungen zum Lernen, zur selbsttätigen Auseinandersetzung locken,
- ist ein Ort, wo intensiv gearbeitet wird und die Freude am eigenen Lernen wachsen kann,
- ist ein Ort, an dem Lernen ansteckend wirkt.

Im „Haus des Lernens“ sind alle Lernende, in ihm wächst das Vertrauen, dass alle lernen können. Diese Schule ist ein Stück Leben, das es zu gestalten gilt.“ [S. 86]

### Schule als Lern- und Lebensraum
Schule solle als Lebensraum ganztägige Angebote machen [S. 80], der Begegnung und Integration dienen und zur Verantwortung erziehen. Dazu müsse die Vorstellung von einem festen, geschlossenen Wissenskanon aufgegeben werden. Lernen solle vor allem der Identitätsfindung dienen und soziale Erfahrungen ermöglichen. Fachliches Lernen sollte selbstgesteuert ablaufen, statt Lernhäppchen sollten „vollständige Lernprozesse“ [S. 83]stattfinden, Lernen sollte selbstgestaltet sein.
Lehrer sollten nicht mehr „vorrangig Wissensvermittler“ sein, sondern „Lernberater“ und „Lernhelfer“ [S. 85].

### Neugestaltung der Aufgaben und Rechte von Schulen, Schulträgern und Schulaufsicht
Als Grundorientierung forderte die Kommission im Gegensatz zur heutigen hierarchischen Organisation des Schulwesens die Selbstorganisation von Schule. Die Kompetenz zur Lösung von Problemen dürfe nicht länger möglichst weit oben (im Ministerium) angesiedelt sein, sondern ganz unten in der Schule vor Ort. Schulen sollten mit ihrem gesellschaftlichen Umfeld vernetzt sein. Eltern, Schüler, Lehrer, Schulleitungen und Träger sollten in neuen Formen der Partizipation gemeinsam an ihrer Akzeptanz arbeiten. Der Staat solle nur die Rahmenbedingungen setzen und Standards sichern, aber „Selbstregulierung, Selbstverpflichtung und Selbstbindung wirksam entfalten helfen.“ [S. 155]

### Bildungszeit und Schulzeit
Die Kommission lehnte starre Schulzeiten ebenso ab, wie starre (Aus-)Bildungszeiten. Schulische Abschlüsse sollten zeitlich flexibel erworben werden können. Insgesamt müsse das Bildungssystem so flexibilisiert werden, dass sowohl der Ausstieg aus der schulischen Bildung in eine berufliche Tätigkeit als auch der Wiedereinstieg in schulische Bildungsgänge aus einer beruflichen Tätigkeit zur Weiterqualifikation möglich werde. [S. 224ff] so sollte beispielsweise der Hochschulzugang nicht mehr vom Schulabschluss (Berechtigung zur allgemeinen Hochschulreife) abhängen, sondern vom Gesamtbild der Qualifikation (Schulbildung, Berufserfahrung und berufliche Qualifikation, Weiterbildung) abhängig sein. Die Entscheidung müsse bei der aufnehmenden Bildungseinrichtung liegen.